# Río Panke

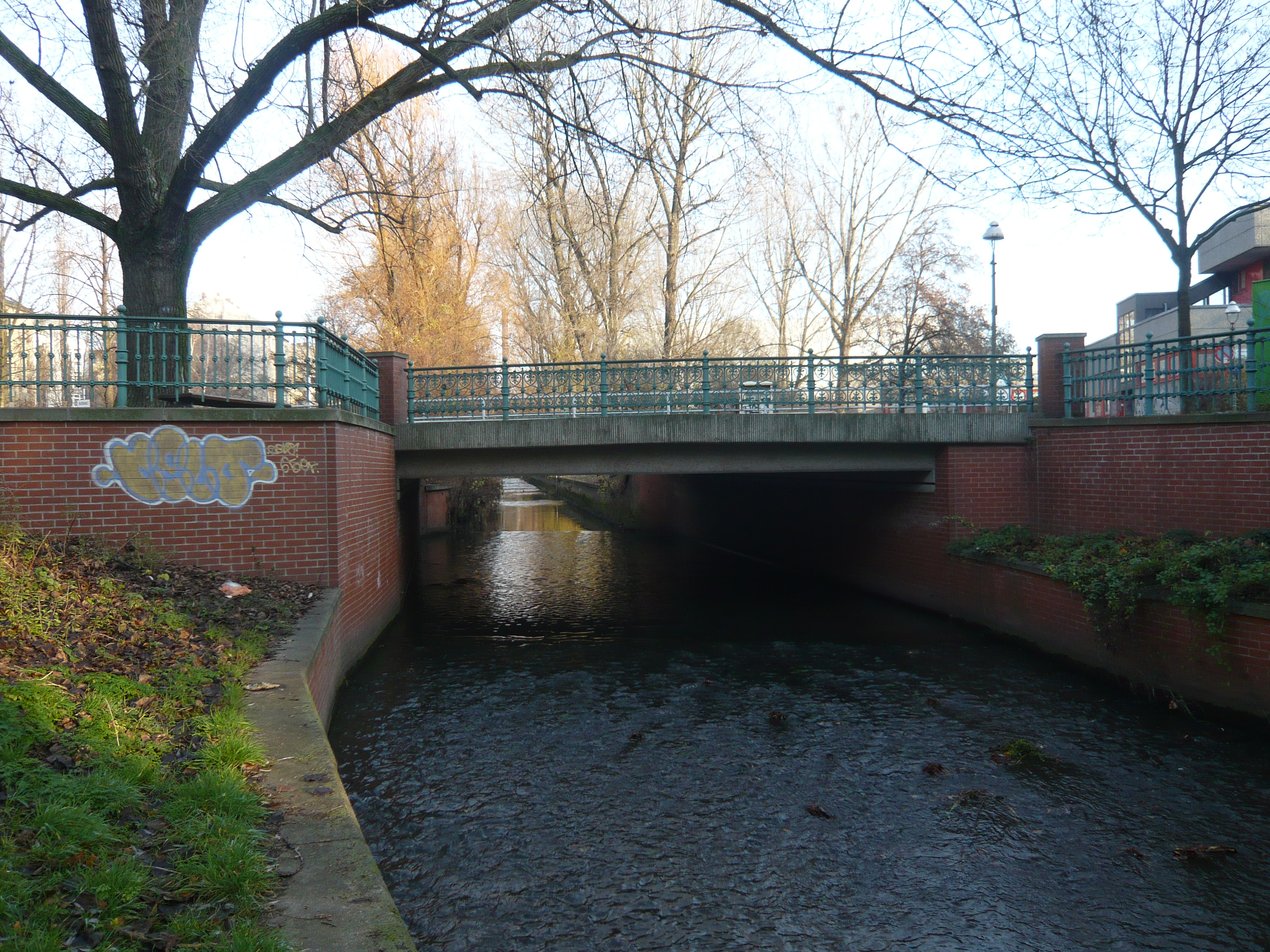
Río Panke en Berlín.

El Panke es un pequeño río en Brandeburgo en Berlín.
Tiene 29 km de largo con su nacimiento en Bernau bei Berlin y es un afluente relativamente bien conocida del río Spree. Los tramos finales del Panke inferior recorren el núcleo urbano de Berlín, donde se canaliza, en parte, bajo tierra. Actualmente cuenta con dos bocas, una en el canal de Berlín-Spandau cerca del Puente Weidendammer, y otro más pequeño directamente en el Spree cerca del teatro Berliner Ensemble.
Varias áreas alrededor de Berlín y Brandenburgo se nombraron después del río Panke, incluyendo Pankow y Panketal.